# 전곡읍
전곡읍(全谷邑)은 대한민국 경기도 연천군의 남부에 위치한 읍이다.

## 연혁
- 1466년 ~ 1914년 이전 : 양주군 영근면(嶺斤面)
- 1914년 : 연천군으로 편입
- 1941년 : 영근면(嶺斤面)이 전곡면으로 개칭되었다.
- 1945년 : 남북 분단에 따라 파주군이 관할하였다.
- 1954년 11월 17일 : 연천군의 행정권이 회복되면서 연천군 관할로 환원되었다.
- 1963년 1월 1일 : 늘목리가 파주군 적성면으로부터 편입되었다.
- 1985년 10월 1일 : 전곡면이 전곡읍으로 승격하였다.

## 행정 구역
| 법정리 | 한자명 | 행정리                                               | 비고                   |
| ------ | ------ | ---------------------------------------------------- | ---------------------- |
| 전곡리 | 全谷里 | 전곡1리, 전곡2리, 전곡3리, 전곡4리, 전곡5리, 전곡6리 |                        |
| 은대리 | 隱垈里 | 은대1리, 은대2리, 은대3리, 은대4리                   | 읍 행정복지센터 소재지 |
| 신답리 | 薪畓里 | 신답리                                               |                        |
| 고능리 | 高陵里 | 고능리                                               |                        |
| 마포리 | 馬浦里 | -                                                    | 거주 인구 없음         |
| 양원리 | 兩遠里 | 양원리                                               |                        |
| 간파리 | 干坡里 | 간파리                                               |                        |
| 늘목리 | 訥木里 | 늘목1리, 늘목2리                                     |                        |

## 교육기관 및 관공서
- 전곡초등학교
- 은대초등학교
- 전곡중학교
- 전곡고등학교
- 연천소방서
  - 은대119안전센터
  - 전곡119안전센터
- 연천경찰서 전곡파출소
- 전곡우체국
- 파주연천축협 전곡지점
- 국민은행 전곡지점
- 전곡농협 중앙지점
- 전곡농협 본점
- 전곡농협 하나로마트
- 농협은행 연천군지부
- 파주연천축협 전곡지점
- 케이티 전곡지사
- 국민건강보험공단 동두천연천지사 연천출장소
- 한국농어촌공사 연천.포천지사
- 연천군 통일평생교육원
- 전곡읍 주민자치센터
- 전곡읍민회관
- 전곡읍 문화체육센터
- 중앙도서관

## 문화재
- 연천 전곡리 유적 - 전곡리 소재, 사적 제268호
- 연천 신답리 고분 - 신답리 소재, 경기도 기념물 제210호
- 연천 은대리 물거미 서식지 - 천연기념물 제412호
- 연천 은대리성 - 사적 제469호
- 연천 양원리 고인돌 - 경기도 기념물 제209호
- 남순하효자문 - 연천군 향토문화재 제8호

## 교통

### 도로
- 국도 제3호선

### 철도
- 경원선 전곡역
- 경원선 한탄강역